# Centrorhynchus merulae
Centrorhynchus merulae är en hakmaskart som beskrevs av Dolfus och Yves-Jean Golvan 1961. Centrorhynchus merulae ingår i släktet Centrorhynchus och familjen Centrorhynchidae. Inga underarter finns listade i Catalogue of Life.